# Darfur Centrale
Il Darfur centrale (in arabo ولاية وسط دارفور‎?, Wilāyat Wasaṭ Dārfūr ) è uno degli stati del Sudan. È uno dei cinque stati che comprende la regione del Darfur ed è stato creato nel gennaio 2012 come risultato del processo di pace per la più ampia regione del Darfur. La capitale dello stato è Zalingei. Lo stato era formato dalle aree che facevano parte degli stati del Darfur occidentale e del Darfur meridionale.

## Distretti
- Zalingei
- Azum
- Wadi Salih
- Mukjar
- Umm Dukhun
- Nertiti
- Rokoro
- Bindisi